# 冠着橋
冠着橋（かむりきばし）は、長野県千曲市の千曲川に架かる、長野県道338号内川姨捨停車場線の橋梁である。名称は近くにある冠着山（姨捨山）に由来する。

## 概要
千曲川右岸の千曲市千本柳と、左岸の同市須坂とを結ぶ。右岸側には国道18号やしなの鉄道線千曲駅があり、左岸側には長野県道77号長野上田線が走る。更に進むと、篠ノ井線姨捨駅・長野自動車道姨捨サービスエリアに至る。
現在の橋は車道2車線で、片側（下流側）に歩道が完備されているごく普通の桁橋である。
橋から日本海までの距離は239.5キロメートルである。

### 「タケノコ橋」と呼ばれた旧橋
2014年（平成26年）まで使用された旧橋は、幅が4段階に変化し、橋梁の構造設計と施工技術の変遷を1本の橋で見ることができた。完成までに24年余りを費やし、西側の千曲市更級地区から対岸の千本柳地区にかけて、6回にわたる架け継ぎが行われ、1991年（平成3年）に完全開通した。特異な形状から、地元では「タケノコ橋」とも呼ばれていた。
西寄り107 m（1段階目）の区間は、6.0トンの重量規制が敷かれていたほか、西寄り210 m（1段階目と2段階目）の区間は狭隘で車両の対向通行ができないため、信号整理による片側交互通行となっていた。
こうした制約により、例えば千曲市循環バス東西線では、多客によって重量が多い時は冠着橋を渡る前に乗客を複数台に分乗させているなど、この橋の存在は付近の交通にとっては障害となっていたが、上流側に新しい橋が建設され、2014年（平成26年）11月に供用停止となった。
| 架け継ぎ | 延長  | 幅員（車線数） | 歩道 | 構造     | 完成年                               |
| -------- | ----- | -------------- | ---- | -------- | ------------------------------------ |
| 1段階目  | 107 m | 3.0 m（1車線） | なし | トラス橋 | 1969年（昭和44年）                   |
| 2段階目  | 103 m | 4.0 m（1車線） | なし | 桁橋     | 1973年（昭和48年）                   |
| 3段階目  | 149 m | 6.0 m（2車線） | なし | 桁橋     | 1973年（昭和48年）- 1984年（同59年） |
| 4段階目  | 117 m | 7.3 m（2車線） | 片側 | 桁橋     | 1991年（平成3年）                    |

#### 4段階の橋となった経緯
この地に橋が架けられる以前は、渡し船が運航していた。1958年（昭和33年）に西側に木製の吊り橋（74 m）が架けられたが、この木造橋は1965年（昭和40年）と1966年（昭和41年）の台風による豪雨により損壊、一部が流失した。1968年（昭和43年）に木造橋流失の災害復旧工事として、まず西側（更級地区側）の鉄骨トラス部分が作られ、以後木造橋部分の流失や河川敷の取り付け道路流失のたびに災害復旧予算で架け継ぎが行われ、最終的に一般会計予算で残りの鉄骨部分の延長工事が行われた。
財政面から捉えると、現状復旧が原則の災害復旧予算に一般会計予算を加えた工事が法制度の制約により行えなかったことも、幅員が変則的に変化する橋が造られた原因のひとつである。
完全開通までの期間は、鉄骨構造橋部分から河川敷に降りる勾配25度程度の木造仮設橋が使用されていた。河川敷を通行しなければならないため、増水時には冠水により通行止めになったり、木造仮設橋部分の流失による通行止めが度々発生し不便な生活が続いた。

## 沿革
下記の「○段階目」については、前述の概要を参照されたい。
- 1958年（昭和33年）6月19日 - 吊り橋（全長74 m）が架けられる。
- 1965年（昭和40年）9月17日 - 台風24号による被害を受ける。
- 1969年（昭和44年）7月8日 - 1段階目（全長107 m）の橋が架けられる。
- 1973年（昭和48年） - 2段階目（全長103 m）の橋が架けられる。永久橋の総延長は207 mに。
- 1973年（昭和48年） - 3段階目の一部（全長50 m）の橋が架けられる。永久橋の総延長は257 mに。
- 1974年（昭和48年） - 県道に移管。
- 1981年（昭和56年）夏 - 台風15号・台風16号の被害を受け、木造仮設橋が流失。
- 1982年（昭和57年）8月13日 - 3段階目の一部（全長50 m）の橋が架けられる。永久橋の総延長は307mに。
- 1983年（昭和58年）夏 - 台風10号の被害を受け、木造仮設橋が再び流失。
- 1984年（昭和59年） - 3段階目の一部（全長50 m）の橋が架けられる。永久橋の総延長は357 mに。
- 1991年（平成3年） - 4段階目（全長117 m）の橋が橋梁整備事業で架けられ、最終的な形となる。
- 2014年（平成26年）11月29日 - 上流部に新・冠着橋（全長475 m）が供用開始。これに伴い旧橋は供用停止。
- 2020年（令和2年） - 旧橋の撤去工事が完了。橋頭の一部が確認できるのみとなった。

## 参考画像

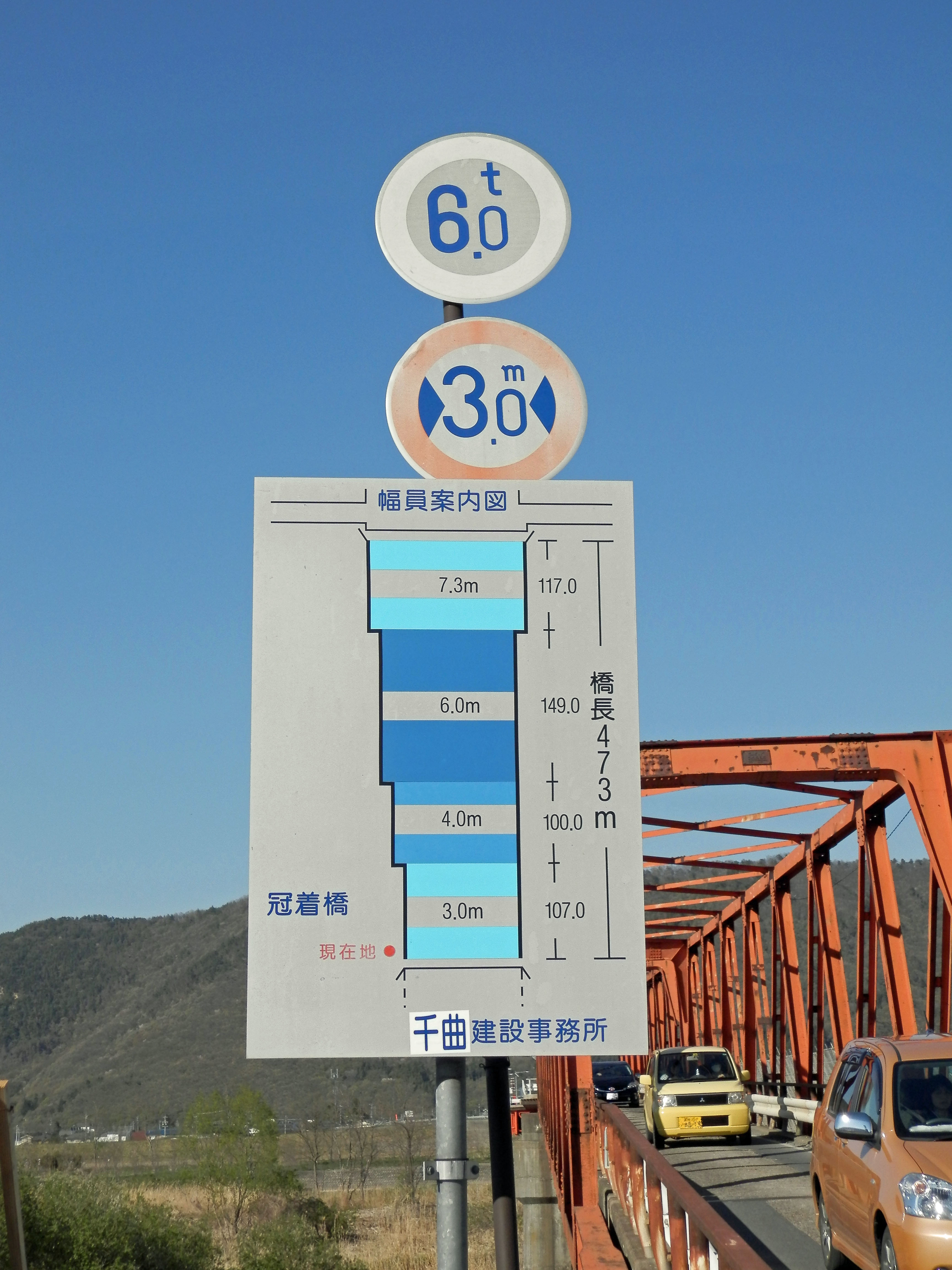
旧冠着橋に設置されていた重量・幅員制限と幅員変化の表示
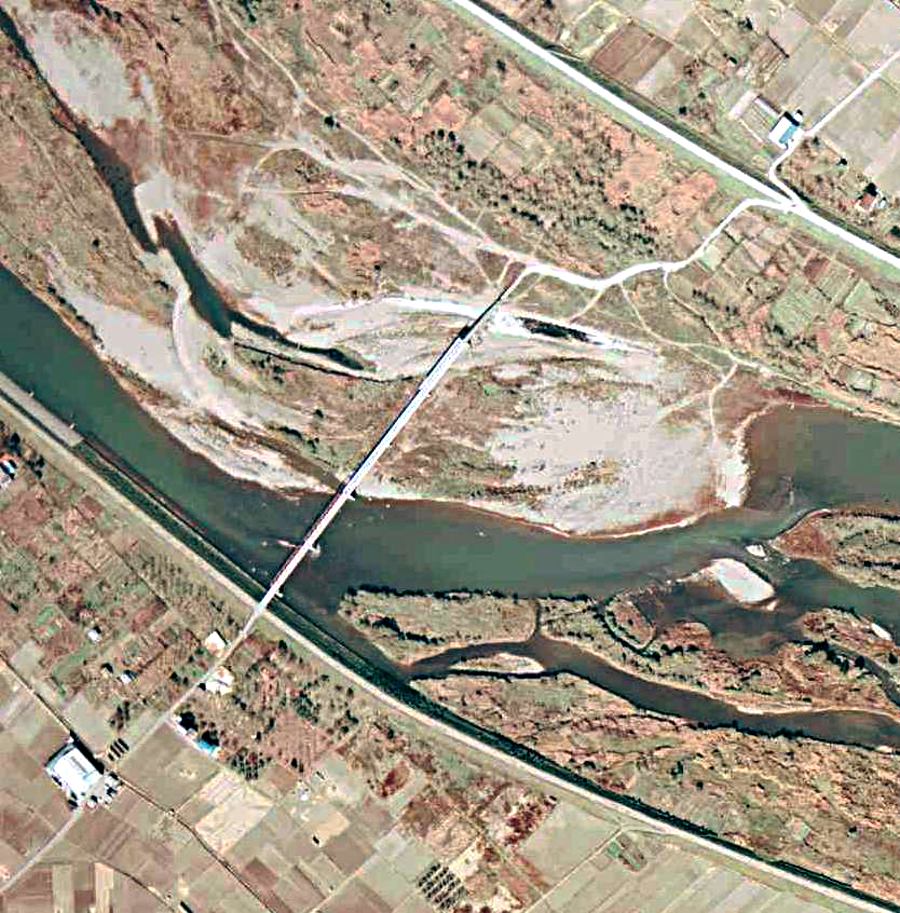
旧冠着橋の航空写真。1975年11月。この時点では全通せず途切れている。国土交通省 国土地理院 地図・空中写真閲覧サービスの空中写真を基に作成
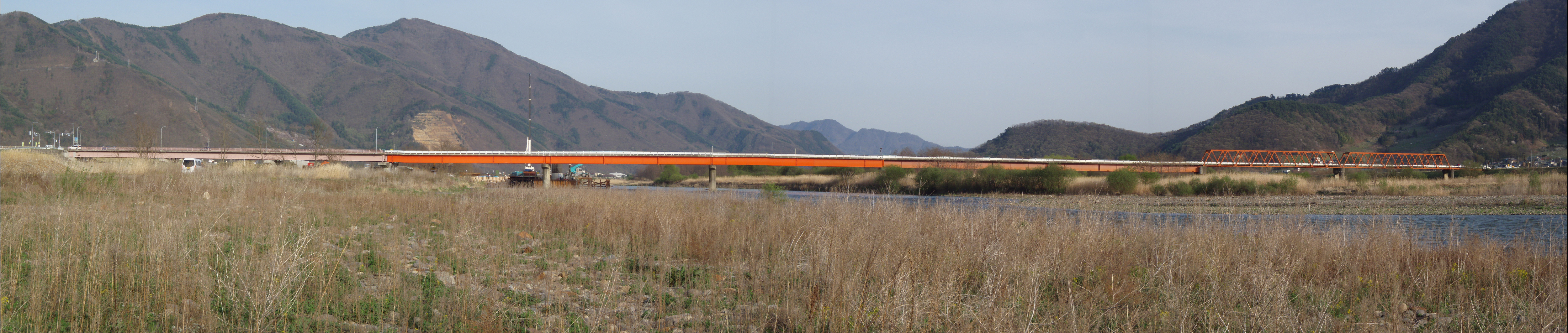
下流側から見た旧冠着橋（写真右が西の方角）